# Rogen Ladon
Rogen Ladon (10 novembre 1993) è un pugile filippino.

## Palmarès

### Mondiali dilettanti
- 1 medaglia:
  - 1 bronzo (Doha 2015 nei pesi minimosca)

### Giochi asiatici
- 1 medaglia:
  - 1 argento (Qian'an 2015 nei pesi minimosca)

### Giochi del Sud-est asiatico
- 1 medaglia:
  - 1 argento (Singapore 2015 nei pesi minimosca)